# 陳南昌
陳南昌（1900年—1970年8月10日），是香港富商，香港四邑商會和新會商會的創辦人，亦曾擔任香港足球總會及亞洲足協會長，並有份創辦香港知名品牌維他奶。

## 生平
- 1900年出生，廣東新會人，十多歲時隨父親往澳洲唸建築。
- 1930年代初回流香港在外資則樓當助手[1]。
- 1933年與街坊合資購入現今南昌街一帶的地方，不過該地是否確實現在的南昌街，則有待考證。
- 1940年與羅桂祥共同創辦維他奶。一年後創辦香港四邑商會、新會商會。
- 1957年至1958年，陳南昌擔任香港足球總會會長，並且同時兼任亞洲足協會長。
- 1970年逝世。葬於荃灣華人永遠墳場

據他孫兒陳兆麟所述，陳南昌是當時全區唯一懂英語的華人，早年曾受港府委任為太平紳士，他亦熱心慈善活動，設立香港兒童安置所及捐款辦學。
陳南昌兒子為醫生陳百豪及建築師陳百強（與已故歌手同名同姓）。

## 冠名

### 學校
- 香港四邑商工總會陳南昌紀念學校，位於葵涌榮芳路
- 香港青少年培育會陳南昌紀念學校，前身為香港兒童安置所，位於港島南區南朗山道
- 香港四邑商工總會陳南昌紀念中學，位於葵涌祖堯邨

### 以其夫人命名

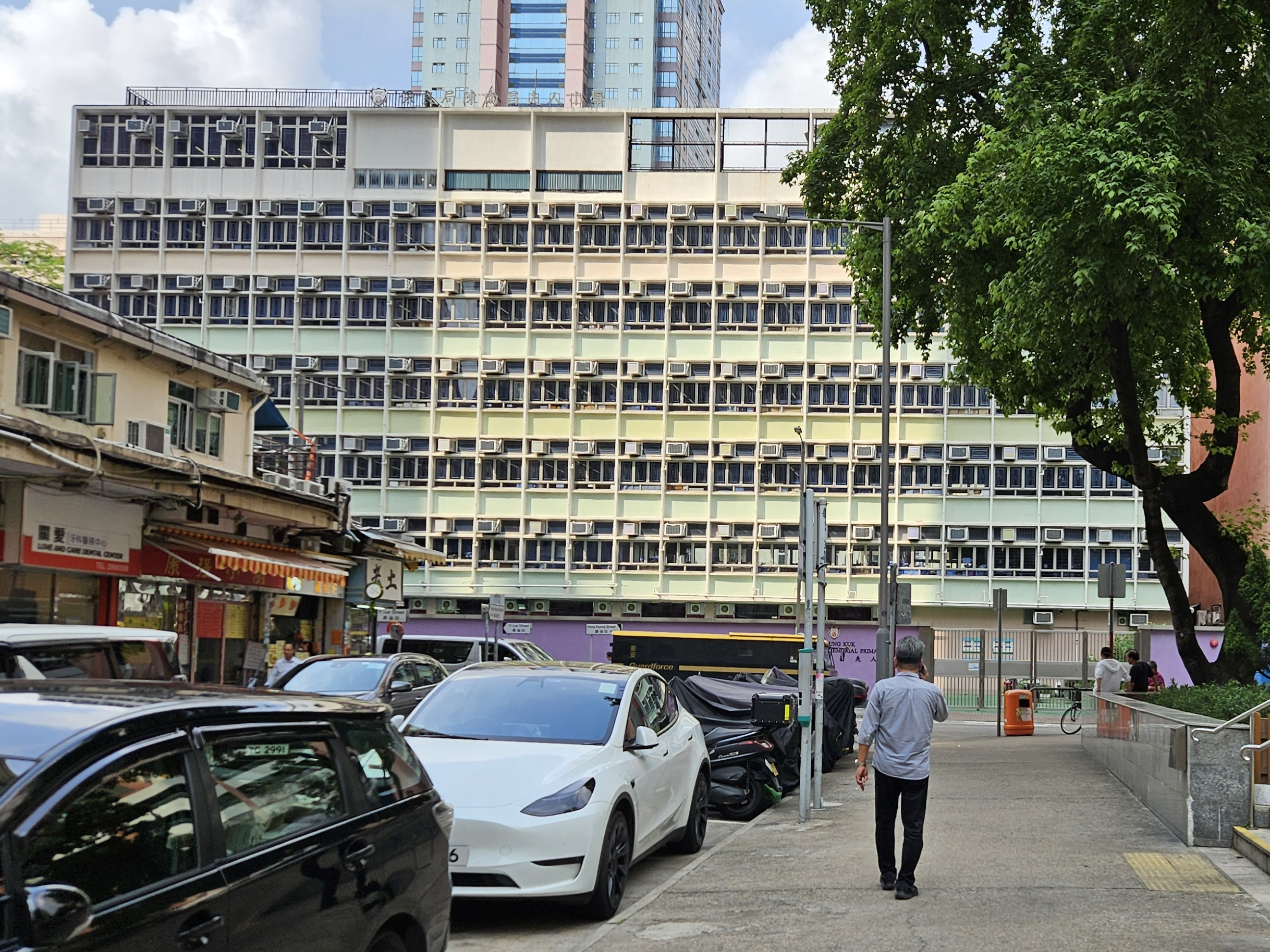
保良局陳南昌夫人小學新蒲崗康強街校舍

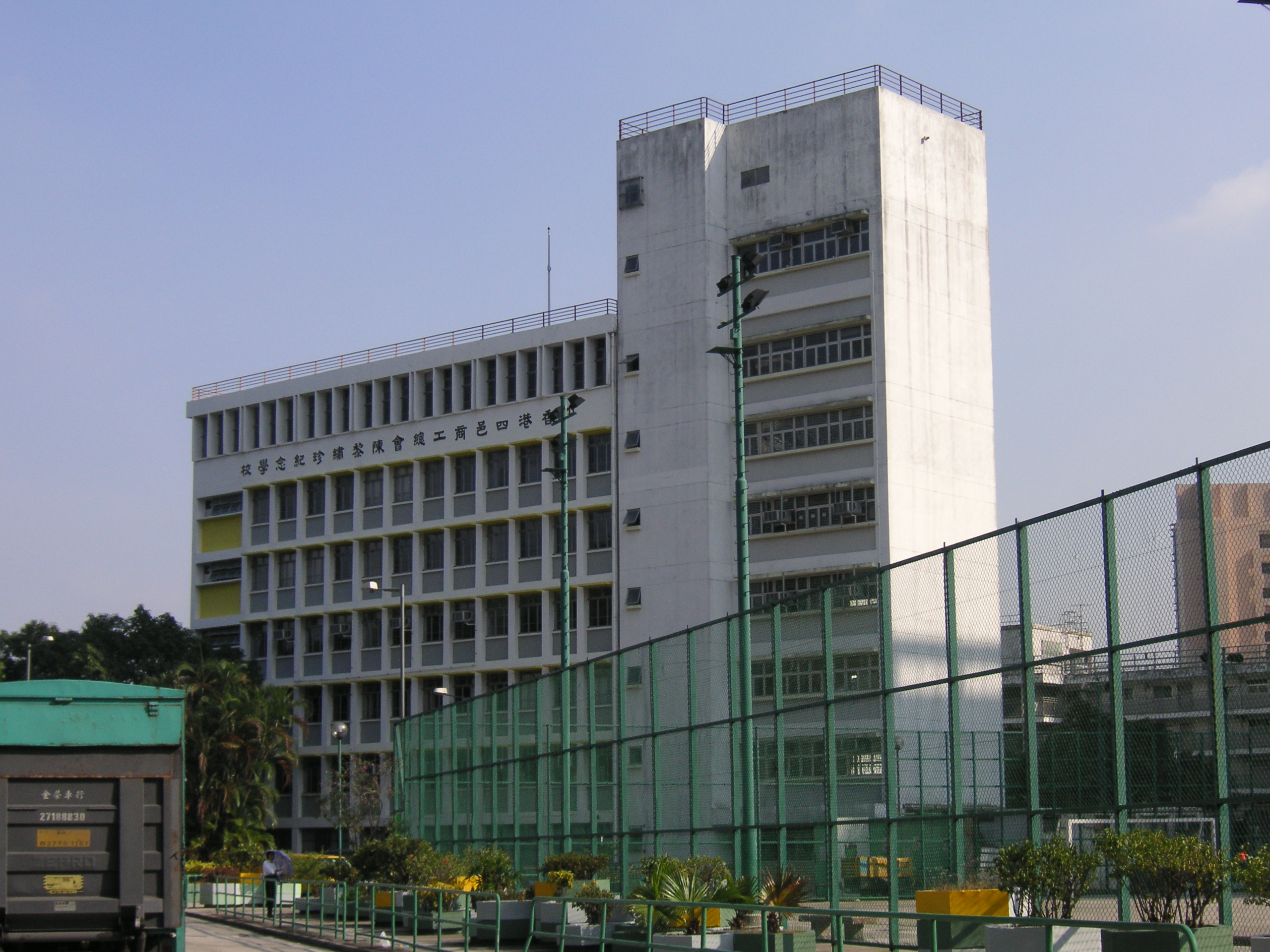
拆卸前的香港四邑商工總會陳黎繡珍紀念學校校舍（2005年11月）

- 保良局陳南昌夫人小學，原址位於牛池灣彩雲邨，後遷往新蒲崗康強街原保良局何壽南小學校址
- 香港四邑商工總會陳黎繡珍紀念學校，位於青衣長青邨（已拆卸重建，現址為青俊苑）

### 以兒子陳百強伉儷命名
- 保良局陳百強伉儷青衣學校，位於青衣青康路，特殊學校，同系羅傑承（一九八三）中學對面

### 地名
- 曾经有人提出深水埗南昌街以其名字命名，南昌邨、港鐵南昌站以及南昌公園則間接以其名字命名[1]。有人考证，南昌街命名時陳南昌才7歲，故「南昌」不可能是指陳南昌[4]。但南昌街命名日期一直未夠資料，尚且存疑。